# Scytodes redempta
Espèce
Scytodes redempta est une espèce d'araignées aranéomorphes de la famille des Scytodidae.

## Distribution
Cette espèce est endémique du Mexique. Elle se rencontre en Basse-Californie du Sud, en Basse-Californie, au Sonora, au Sinaloa, au Nayarit, au Jalisco, en Michoacán et au Chiapas.

## Description
La femelle holotype mesure 5 mm.
Le mâle décrit par Rheims, Brescovit et Durán-Barrón en 2007 mesure 5,80 mm et la femelle 6,10 mm, les mâles mesurent de 3,80 à 6,20 mm et les femelles de 4,20 à 7,00 mm.

## Publication originale
- Chamberlin, 1924 : The spider fauna of the shores and islands of the Gulf of California. Proceedings of the California Academy of Sciences, sér. 4, vol. 12, p. 561-694 (texte intégral).